# Comutagênico
Um comutagênico é uma substância que não é um mutagênico por si só, mas poderá ativar algum mecanismo mutagênico, e na presença de um mutagênico, aumenta a atividade mutagênica.
A harmina, por exemplo, por ela mesma, não possui atividade mutagênica, e é uma substância comutagênica. Como outro exemplo, certas ß-carbolinas foram identificadas como causadoras de efeitos comutagênicos. Ambas estas substâncias estão presentes no Ayahuasca.